# 天主教聖拉蒙宗座代牧區
天主教聖拉蒙宗座代牧區（拉丁語：Vicariatus Apostolicus Sancti Raymundi）是秘魯一個羅馬天主教宗座代牧區，直屬教廷。
代牧區成立於1956年3月2日，包括胡寧大區和烏卡亞利大區的一部分，教座位於胡寧大區錢查馬約省的聖拉蒙區。2010年有教友322,000人（佔轄區總人口75.1%）、廿一個堂區、卅五名司鐸。現任宗座代牧為赫拉爾多·安多尼·熱爾丁·布科維奇。